# Itaya amicorum
Itaya amicorum je druh palmy a jediný zástupce rodu Itaya. Pochází z nížinné Amazonie, kde je známo pouze několik populací. Je to středně velká palma s vějířovitými listy a přímým kmenem. Listy jsou charakteristicky členěné na několikrát přeložené segmenty podobně jako u některých druhů likualy. Itaya má zajímavý vzhled a má potenciál jako okrasná palma, dosud se však téměř nepěstuje.

## Popis
Itaya amicorum je středně velká, solitérní, jednodomá palma s přímým kmenem. Kmen je hladký, s vláknitým zbytky listových pochev, pod listovou korunou pokrytý bázemi listů. Listy jsou dlanité, induplikátní, s dlouhým, bezostným řapíkem. Čepel listu je až téměř ke středu členěná na 4x až 7x přeložené segmenty, které jsou u konce dále členěny na krátké, jednoduše přeložené segmenty. Rub listů je bělavý. Hastula na líci listové čepele je trojúhlá a často velká.
Květenství vyrůstají mezi listy a jsou vícenásobně větvená. Květy jsou smetanově bílé. Kalich je miskovitý, zakončený 3 zuby. Korunní lístky jsou 3, srostlé asi do poloviny, se zaokrouhlenými laloky. Tyčinek je 18 až 24, nitky jsou na bázi srostlé v dužnatou trubičku. Gyneceum je tvořeno jediným plodolistem zakončeným tenkou a prohnutou čnělkou. Plody jsou podlouhle vejcovité až téměř kulovité, na povrchu jemně hrubé, s tlustým, suchým, bílým mezokarpem a bez diferencovaného endokarpu.

## Rozšíření a ohrožení
Druh je rozšířen v Jižní Americe. Je znám pouze z několika lokalit v Amazonské nížině. Populace v Kolumbii a přilehlé oblasti Brazílie jsou považovány za stabilní, peruánské jsou naproti tomu ohrožené lidskou činností. V Červeném seznamu ohrožených druhů IUCN je druh veden jako málo dotčený.

## Taxonomie
Rod Itaya je v rámci systému palem řazen do podčeledi Coryphoideae a tribu Cryosophileae. Podle výsledků molekulárních studií tvoří rod Itaya jednu z bazálních větví tribu Cryosophileae. Vykazuje příbuzné znaky zejména s rody Chelyocarpus a Cryosophila.

## Význam
Itaya má pohledné, zajímavě tvarované listy a smetanově bílá květenství. Má potenciální význam jako okrasná palma, dosud se však téměř nepěstuje. Svým vzhledem poněkud připomíná některé druhy asijsko-australského rodu likuala.